# Maxime Monfort
Maxime Monfort (Houffalize, Bélgica, 14 de enero de 1983) es un ciclista belga que fue profesional entre 2004 y 2019.
Debutó como ciclista profesional en la temporada 2004 en las filas del equipo Landbouwkrediet-Colnago. En 2008 participó en los Juegos Olímpicos de Pekín.
En 2019 anunció su retirada para pasar a ser director deportivo del Lotto Soudal, equipo en el que permaneció sus últimos años como profesional.

## Palmarés
2004
- Tour de Luxemburgo, más 1 etapa

2009
- Campeonato de Bélgica Contrarreloj

2010
- Vuelta a Baviera, más 1 etapa

## Resultados en Grandes Vueltas y Campeonatos del Mundo
| Carrera         | Carrera         | 2004 | 2005 | 2006 | 2007 | 2008 | 2009 | 2010 | 2011 | 2012 | 2013 | 2014 | 2015 | 2016 | 2017 | 2018 | 2019  |
| --------------- | --------------- | ---- | ---- | ---- | ---- | ---- | ---- | ---- | ---- | ---- | ---- | ---- | ---- | ---- | ---- | ---- | ----- |
|                 | Giro de Italia  | —    | —    | 33.º | —    | —    | —    | —    | —    | —    | —    | 14.º | 11.º | 15.º | 13.º | —    | —     |
|                 | Tour de Francia | —    | —    | —    | —    | 22.º | 28.º | 55.º | 29.º | 16.º | 14.º | —    | —    | —    | —    | —    | 142.º |
|                 | Vuelta a España | —    | —    | —    | 11.º | —    | —    | —    | 6.º  | 16.º | —    | 16.º | 27.º | 16.º | Ab.  | 42.º | —     |
| Mundial en Ruta | Mundial en Ruta | Ab.  | —    | —    | 64.º | Ab.  | 89.º | —    | —    | —    | Ab.  | —    | —    | —    | —    | —    | —     |

—: no participa

Ab.: abandono

## Equipos
- Landbouwkrediet-Colnago (2004-2005)
- Cofidis (2006-2008)
- Columbia/HTC (2009-2010)
  - Team Columbia-HTC (2009)
  - Team HTC-Columbia (2010)
- Leopard/Radioshack (2011-2013)
  - Leopard-Trek (2011)
  - Radioshack-Nissan (2012)
  - Radioshack Leopard (2013)
- Lotto (2014-2019)
  - Lotto Belisol (2014)
  - Lotto Soudal (2015-2019)